# 연성계

명왕성과 그 위성 카론은 연성계로 기술되곤 한다.

연성계(連星系, 영어: binary system)는 우주 공간에서 두 개의[連] 천체[星]가 공통의 질량 중심을 기준으로 중력적으로 상호 작용을 일으키고 있는 계[系]를 의미한다. 여기서 천체는 보통 항성이지만 행성, 은하, 소행성 등도 해당될 수 있다. 일부 정의에 의하면 질량 중심이 계를 구성하는 천체 내부가 아닌 외부에 존재해야만 연성계로 명명할 자격이 있다고 설명하기도 한다. 다중성계(多重星系)는 계의 구성원이 셋 이상일 경우를 부르는 말이다.

## 대중문화 속에서의 예
항성 연성계는 《스타 워즈》영화 및 관련 매체에 자주 등장하는데, 대표적인 예가 가상 행성 타투인이 속한 항성계이다. 유명한 장면으로 타투인의 지평선으로 두 개의 태양이 지는 것을 꼽을 수 있다.
《스타 트렉》에 나오는 행성 로물루스와 레무스 역시 연성계이다.
또한 《K-PAX》에서 나오는 프롯의 고향인 'K-PAX' 역시도 연성계이며, 천문학자들과 연성계에 대해서 논하면서 연성계의 궤도를 수학적으로 증명한다.

## 참고 문헌
- Astronomy: A Visual Guide: Mark A. Garlick

## 같이 보기
- 쌍성